# 烏蘇耶
12°29′06″N 16°32′49″W / 12.48500°N 16.54694°W

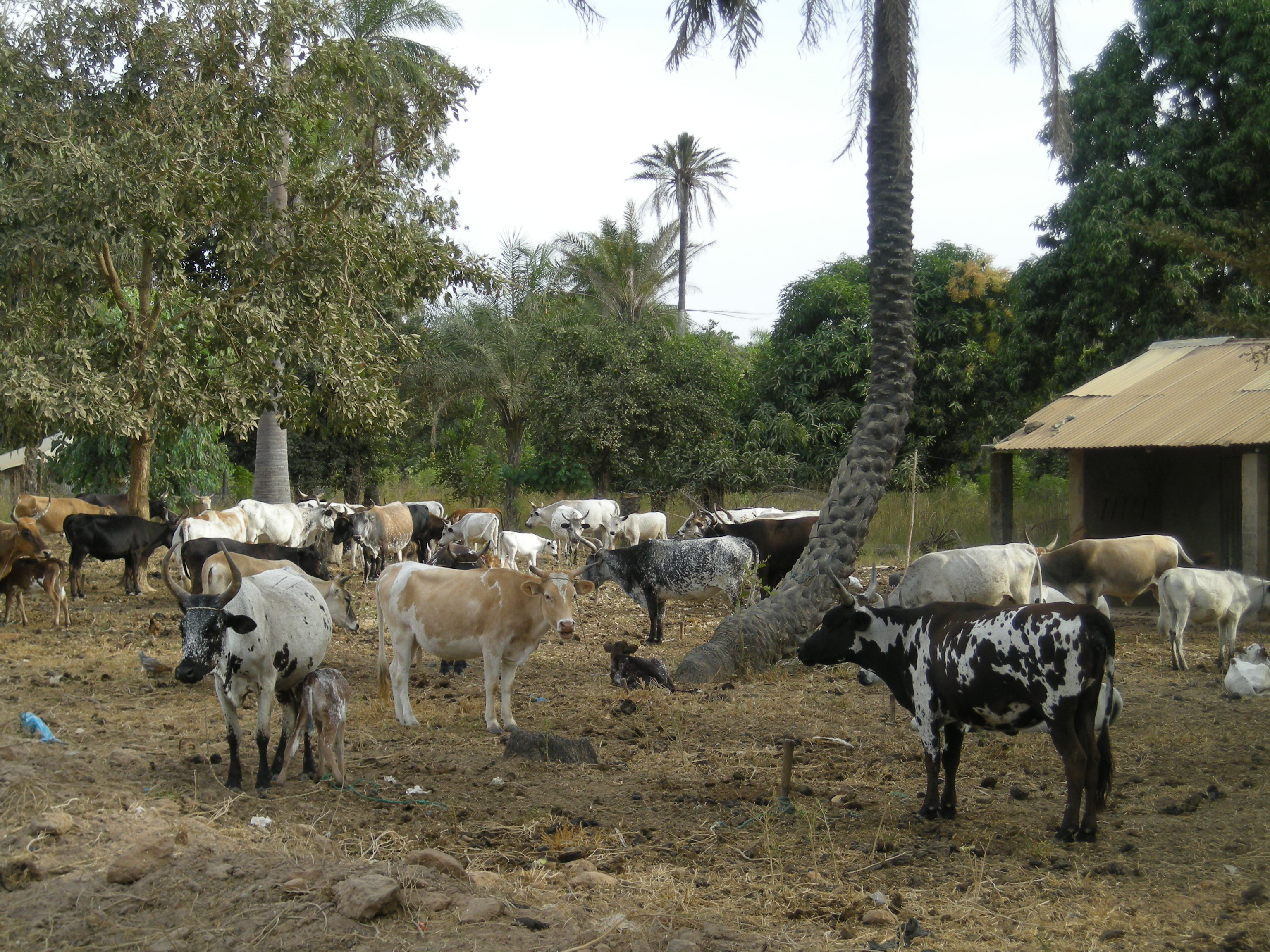
烏蘇耶的牲畜

烏蘇耶（法語：Oussouye），是塞內加爾的城鎮，位於該國西南部，由濟金紹爾區負責管轄，是烏蘇耶省的首府，面積1.55平方公里，海拔高度2米，2007年人口4,239，人口密度每平方公里2,735人。

## 友好城市
- 法國 卡堡